# Bulbophyllum hiepii
Bulbophyllum hiepii é uma espécie de orquídea (família Orchidaceae) pertencente ao gênero Bulbophyllum. Foi descrita por Leonid Vladimirovich Averyanov em 1992.